# Aunaies
Aunaies (Pluraletantum) ist ein kleiner Fluss in Frankreich, der im Département Maine-et-Loire in der Region Pays de la Loire verläuft. Er entspringt im westlichen Gemeindegebiet von Jarzé-Villages, knapp östlich des Flughafens Angers Loire, bildet zunächst eine kleine Seenkette, entwässert generell Richtung Südsüdwest, quert im Mittelabschnitt die Autobahn A85, erreicht im Unterlauf den Regionalen Naturpark Loire-Anjou-Touraine und mündet nach rund 15 Kilometern im Gemeindegebiet von Loire-Authion als rechter Nebenfluss in den Authion.

## Orte am Fluss
(Reihenfolge in Fließrichtung)
- Château de la Roche-Thibault, Gemeinde Jarzé Villages
- Le Mesnil, Gemeinde Jarzé Villages
- Le Coudreau, Gemeinde Jarzé Villages
- Bauné, Gemeinde Loire-Authion
- La Laiterie, Gemeinde Cornillé-les-Caves
- Montrevoult, Gemeinde Mazé-Milon
- Corné, Gemeinde Loire-Authion